# Electric Child
Electric Child és una pel·lícula de ciència-ficció coproduïda internacionalment l'any 2024 escrita i dirigida per Simon Jaquemet i protagonitzada per Elliott Crosset Hove, Rila Fukushima, and Sandra Guldberg Kampp.

## Argument
Un informàtic que treballa en una nova forma d'intel·ligència artificial fa un acord amb la seva creació per salvar el seu fill nounat amb una malaltia greu. Aquest acord té conseqüències imprevistes per a la humanitat.
- Elliott Crosset Hove
- Rila Fukushima
- Sandra Guldberg Kampp
- João Nunes Monteiro
- Helen Schneider

## Producció
La recaptació de fons per a Electric Child va començar al 70è Festival Internacional de Cinema de Berlín. Els cineastes van buscar suport financer addicional al Gap-Financing Market al Venice Production Bridge durant la 78a Mostra Internacional de Cinema de Venècia. El rodatge va tenir lloc a Alemanya, Suïssa i Filipines.

## Llançament
Electric Child va ser seleccionat per estrenar-se al 77è Festival Internacional de Cinema de Locarno el 9 d'agost de 2024.